# Igor Tamm
Igor Evghenievici Tamm (în rusă И́горь Евге́ньевич Та́мм) (n. 8 iulie 1895, Vladivostok, Imperiul Rus – d. 12 aprilie 1971, Moscova, RSFS Rusă, URSS) a fost un fizician sovietic, laureat al Premiului Nobel pentru Fizică pentru rolul său în explicarea efectului Cerenkov.

## Biografie
S-a născut la Vladivostok. A absolvit facultatea de fizica a Universității din Moscova(1918). În anii 1919-1920 a predat fizica la Universitatea din Crimeea și la Institutul Politehnic din Odesa (1921-1922). Din 1922 a locuit la Moscova. Începând din 1924 a lucrat la Universitatea din Moscova. Din 1930 a fost profesor și șef al catedrei de fizică teoretică, post în care l-a înlocuit pe Leonid Isaakovici Mandelștam. Din anul 1934 a fost șeful secției de fizică teoretică din cadrul Institutului de Fizică al Academiei de Științe, institut care ulterior a primit numele lui Tamm. Facultatea de fizică a Universității din Moscova a trecut în anii 1930 prin epurări, care se făceau la comanda lui Stalin. În anul 1945 a organizat și în decurs de câțiva ani a condus catedra de fizică teoretică a Institutului de ingineri-fizicieni (MIFI) din Moscova, iar din 1954 a revenit la Universitate. A decedat la 12 aprilie 1971.
Tamm se înscrie de rând cu Abram Ioffe, Lev Landau, Matvei Bronștein, George Gamov,  Petru Kapița în rândul  celor mai mari fizicieni sovietici, care au promovat valorile democrației.

## Creația științifică
- În anul 1932 a explicat teoretic în colaborare cu Semen Șubin fotoefectul în metale, introducând așa numitele nivele de energie Tamm
- În anul 1934 a elaborat în colaborare cu D.D. Ivanenko una dintre primele teorii de câmp ale forțelor nucleare. În baza acestei teorii Yukawa a anticipat existența mezonilor
- În anul 1934 a enunțat ideea momentului magnetic a neutronului în colaborare cu S.A. Altșuler
- În același an, în colaborare cu Leonid Mandelștam a dat o interpretare amplă a relației nedeterminării pentru energie și timp.
- În 1937 a dezvoltat în colaborare cu Ilia Frank teoria radiației  electronului în medii, în condiția în care viteza de mișcare a electronului depășește viteza de fază a luminii în mediul dat, lucrare pentru care i s-a decernat premiul Nobel.
- În anii 1944 - 1954 a participat la proiectele atomice sovietice și a fost unul dintre promotorii ideii tokamak - ului.
- A perfecționat teoria perturbațiilor în mecanica cuantică.
- A emis o teorie a particulelor elementare incluzând lungimea planckeană.

## Distincții
- Erou al Muncii Socialiste (1953)
- Premiul de Stat al URSS (1946, 1953)
- Medalia de aur M.V. Lomonosov (1968)
- Membru din străinătate a mai multor academii și societăți științifice.

## Discipolii lui Tamm
- Andrei Saharov
- Vitali Ghinzburg
- Moisei Markov
- Dmitry Blohintsev
- Evgeni Lvovici Feinberg
- Alexandr Sergeievici Davîdov
- Solomon I. Pekar
- Leonid V. Keldîș
- E.S. Fradkin
- S.Z. Belen'kii
- A.D. Galanin
- David A. Kirjnits
- Vladimir Ia. Fainberg
- Vladimir Petrovici Silin